# 克利爾克里克鎮區 (北卡羅萊納州亨德森縣)
克利爾克里克鎮區（英語：Clear Creek Township）是位於美國北卡羅萊納州亨德森縣的一個鎮區。

## 地方資料
克利爾克里克鎮區的面積為43.86平方千米，當中陸地面積為43.66平方千米，而水域面積為0.20平方千米。根據2020年美國人口普查的數據，當地共有人口7212人，而人口密度為每平方千米164.43人。